# 아시아짧은꼬리땃쥐
아시아짧은꼬리땃쥐 (Blarinella quadraticauda)는 땃쥐과에 속하는 포유류의 일종이다. 중국의 고유종이다.